# Primus (groupe)
Pour les articles homonymes, voir Primus.
 (novembre 2014).
Si vous disposez d'ouvrages ou d'articles de référence ou si vous connaissez des sites web de qualité traitant du thème abordé ici, merci de compléter l'article en donnant les références utiles à sa vérifiabilité et en les liant à la section « Notes et références ».
Primus est un groupe de rock américain, originaire d'El Sobrante en Californie. La formation connaît son apogée dans les années 1990. La musique de Primus est focalisée sur le jeu de basse de Les Claypool, accompagné de son chant, sorte de « curieux spectacle parallèle ». Le groupe est actuellement composé de Les Claypool (chanteur/bassiste), de Larry "Ler" LaLonde (guitariste), et Tim "Herb" Alexander (batteur).
D'un point de vue stylistique, le groupe navigue entre le heavy metal, le rock psychédélique et le funk, avec de notables influences jazz et blues dans les structures musicales. Jouant tantôt sur la virtuosité ou sur des motifs rock simples et puissants, Primus met en avant des ambiances étranges riches de dissonances. Il présente des éléments qui peuvent faire penser à Frank Zappa mais aussi aux Residents, pour l'inspiration vocale. Le groupe se reforme en 2003.

## Biographie

### Années 1980 et 1990
Le groupe est fondé en 1986 à El Sobrante, en Californie, à l'initiative de Todd Huth avec Les Claypool et Jay Lane. À l'origine, il devait s'appeler Primate. Mais, à cause d'un groupe homonyme, le nom est changé en Primus (« le premier » en latin). De 1988 à 1989, Tim Alexander, puis Larry LaLonde, rejoignent le groupe. Le premier album de Primus, Suck on This, est un album live sorti en 1989, et distribué par le label de Les Claypool, Prawn Song (le nom du label parodie celui de Led Zeppelin Swan Song). Ils se font rapidement connaître dans leur ville natale de Berkeley et sortent leur premier album studio sur Caroline Records, Frizzle Fry, un an plus tard.
La sortie de Sailing the Seas of Cheese sur le label Interscope Records en 1991 permet à Primus d'étendre sa renommée. Tommy The Cat (avec Tom Waits) passe assez souvent sur les ondes. L'année suivante sort Miscellaneous Debris. Par la suite, en 1993, l'album Pork Soda se hisse directement à la 7e place du classement Billboard, et Primus fait partie de la tête d'affiche du Lollapalooza Tour plus tard dans l'année. 1994 marque la sortie de Riddles Are Abound Tonight (sous le nom de Sausage), avec un retour aux musiciens originels de Primus (Claypool, Huth et Lane). Primus participe au 25e anniversaire du festival de Woodstock. Tales From The Punchbowl, sorti en 1995, permet au groupe de toucher un large public grâce au Grammy Award obtenu avec Wynona's Big Brown Beaver. À cette occasion, le groupe enregistre un clip qui a eu un grand impact et engendré une polémique avec l'actrice Winona Ryder. Alexander quitte le groupe en 1996 à cause de divergences musicales. Il est remplacé par Brian Mantia de Praxis et Buckethead après que Claypool a joué avec lui dans une tournée pour un de ses albums solos Les Claypool and the Holy Mackerel. Pour l'anecdote, Mantia est auditionné par Les Claypool pour la place de batteur avant de travailler avec Alexander ; il refuse celui-ci à cause d'une blessure au pied.
Brown Album sort en 1997 ; il diffère des créations précédentes de Primus par une production sèche plus brute et des chansons ayant une structure plus linéaire. Tom Waits le cite comme son album préféré de Primus, alors que certains fans le détestent. Son titre est un clin d'œil à l'album The Black Album de Metallica. L'album suivant est Rhinoplasty en 1998. En 1999 sort Antipop, auquel participent de nombreux musiciens extérieurs au groupe, tels que Tom Morello (guitariste de Rage Against the Machine), Matt Stone (l'un des deux créateurs de South Park), Fred Durst (frontman de Limp Bizkit), James Hetfield (chanteur et guitariste de Metallica) et Tom Waits. L'album rencontre un succès mitigé et, en 2000, Primus se sépare.

### Années 2000 et 2010
À la fin de l'année 2003, Les Claypool réunit le line-up original de Primus (Tim Alexander à la batterie, et le guitariste Larry LaLonde) pour enregistrer un EP de titres inédits et proposer un DVD qui compile toutes leurs vidéos : Animals Should Not Try to Act Like People. Ils font une tournée de 45 dates entre octobre 2003 et mars 2004 aux États-Unis et au Canada (Tour de fromage) au cours de laquelle le show est séparé en deux : la première partie consiste à reprendre l'album Sailing the Seas of Cheese dans son intégralité. Pendant l'année 2004, le groupe continue sa tournée en jouant cette fois l'intégralité de Frizzle Fry. La deuxième partie de la tournée est immortalisée dans le DVD Hallucino Genetics Tour.
En 2010, le retour inattendu de Jay Lane dans Primus est officialisé après une absence de 22 années. Il participe à la tournée The 2010 Oddity Faire. Un EP de quatre titres, avec Jay Lane à la batterie, est disponible en téléchargement gratuit sur le site de Primus. On y trouve des reprises d'anciens morceaux : Pudding Time, American Life, Duchess and the Proverbial Mind Spread et Harold of the Rocks. En 2011, une tournée européenne au printemps se conclut sur un album (annoncé depuis 2009) qui sort en septembre, Green Naugahyde. En 2013, Les Claypool annonce le retour de Tim Alexander à la batterie dans le magazine Rolling Stones. Cependant, ce dernier est hospitalisé et doit être opéré du cœur durant l'été 2014. Pour le remplacer sur les dates déjà prévues à l'automne, Primus fait appel à Danny Carey, batteur de Tool. Le groupe est programmé pour le Hellfest, le samedi 16 juin 2017.

## Thèmes
Les morceaux de Primus racontent souvent des histoires, comme de petits contes, et abordent des thèmes variés avec humour.
Les animaux sont très présents : la marmotte (Groundhog's Day), le chat (Tommy The Cat), le porc (Pork Soda), l'éléphant (Southbound Pachyderm), le bœuf (Shake Hands With Beef), la vache (Greet The Sacred Cow), le taureau (Ballad of Bodacious), l'écureuil (Eyes of the Squirrel), etc. Parfois, ces animaux cachent des références à des personnes ou correspondent à des jeux de mots. Les Claypool, lui, fait le portrait de personnages pas toujours sympathiques dans notamment Mr. Knowitall (« Mr Jesaistout »), Harold of the Rocks, Jerry Was a Race Car Driver, The Pressman, Mr. Krinkle, Mrs. Blaileen (une institutrice qui martyrise un de ses élèves), Golden Boy, Natural Joe et My Name Is Mud.
Claypool affectionnant la pêche, plusieurs chansons lui sont consacrées. cf. la tétralogie John The Fisherman, Fish On, The Ol' Diamondback Sturgeon et Last Salmon Man/Salmon Men. Il évoque l'arrivée et la vie des immigrants aux États-Unis avec le titre American Life. Il raconte ses souvenirs dans De Anza Jig, le suicide d'un ami avec Bob, la drogue avec DMV, Lacquer Head et Jilly's On Smack, et le plagiat avec Year of the Parrot.
Certains titres sont clairement antimilitaristes comme Too Many Puppies, Sgt. Baker, et Power Mad. Quelques titres sont simplement des rapprochements surréalistes sans sens particuliers comme Hamburger Train et Glass Sandwich.

## Membres
- Les Claypool – chant, basse (1984–2000, depuis 2003)
- Larry « Ler » LaLonde – guitare, chœurs (1989–2000, depuis 2003)
- Tim « Herb » Alexander – batterie (1989–1996, 2003–2010, depuis 2013)

Membres live actuels
- Danny Carey – batterie (depuis 2014)

### Anciens membres
- Todd Huth – guitare (1984–1989)
- Vince « Perm » Parker – batterie (1984)
- Peter Libby – batterie (1984–1985)
- Robbie Bean – batterie (1985–1986)
- Tim « Curveball » Wright – batterie (1986–1988)
- Jay Lane – batterie, chœurs (1988–1989, 2010–2013)
- Bryan « Brain » Mantia – batterie (1996–2000)

## Discographie
- 1990 : Suck on This
- 1990 : Frizzle Fry
- 1991 : Sailing the Seas of Cheese
- 1992 : Miscellaneous Debris (en)
- 1993 : Pork Soda (en)
- 1995 : Tales From The Punchbowl (en)
- 1997 : Brown Album (en)
- 1998 : Rhinoplasty (en)
- 1999 : Antipop (en)
- 2003 : Animals Should Not Try to Act Like People
- 2006 : They Can't All Be Zingers (en)
- 2010 : June 2010 Rehearsal (en)
- 2011 : Green Naugahyde
- 2014 : Primus and the Chocolate Factory with the Fungi Ensemble (en)
- 2017 : The Desaturating Seven (en)

## Vidéos
- 1992 : Cheesy Home Video
- 1998 : Horrible Swill : A Tawdry Look at Primus on the Road in 1998
- 1998 : Videoplasty (compilation vidéo)
- 2003 : Animals Should Not Try To Act Like People (clips)
- 2004 : Hallucino Genetics Tour (concert)
- 2006 : Blame It on The Fish (documentaire)

### Collaborations
- Participation à la compilation The Beavis & Butt-Head Experience avec le titre : Poetry & Prose.
- Primus a composé la musique du générique du dessin animé américain South Park et a participé à l'album Chef Aid : The South Park Album avec le titre : Mephisto & Kevin. Au cours des premières saisons, Les Claypool est représenté en train de chanter dans le générique du dessin animé.
- Les Claypool a également composé la chanson titre de l'émission américaine humoristique Robot Chicken, qui se retrouve sur son album solo Of Whales and Woe, paru en 2006.
- Primus fait une apparition dans le film Bill & Ted's Bogus Journey de Peter Hewitt.
- Dans le film Radio Rebels, la chanson Bastardizing Jellikit de Primus est présente dans la bande son.

## Apparitions
- La chanson Jerry Was A Race Car Driver se retrouve sur la trame sonore du jeu vidéo Tony Hawk Pro Skater tandis que la chanson American Life apparaît sur celle de Tony Hawk's Project 8.
- La chanson Over the Electric Grapevine fait partie de la BO de la vidéo de snowboard Subject Haakonsen sur le surfeur Terje Haakonsen.
- La chanson John The Fisherman figure dans Guitar Hero 2.
- On peut entendre Wynona's Big Brown Beaver au début du film Zack & Miri tournent un porno.
- Dans le film Brainscan, le personnage de Trickster met le morceau Welcome to this World, en insistant sur le fait que le personnage principal n'écoute pas de la bonne musique, mais qu'heureusement "il ne sort jamais sans son CD", de Primus, en l'occurrence.
- Dans l'épisode 4 de la saison 1 de True Detective on peut entendre American Life en fond dans le bar.
- La chanson Bastardizing Jellikit dans le film Airheads rebel radio